# Lestodiplosis morchellae
Lestodiplosis morchellae är en tvåvingeart som beskrevs av Rubsaamen 1911. Lestodiplosis morchellae ingår i släktet Lestodiplosis och familjen gallmyggor.
Artens utbredningsområde är Tyskland. Inga underarter finns listade i Catalogue of Life.